# قرية الفاو
قرية الفاو الأثرية عاصمة مملكة كندة الأولى أحد الممالك العربية القديمة في نجد، ومن أهم المواقع الأثرية في شبه الجزيرة العربية؛ لأنها عبارة عن تجسيد متكامل للمدن العربية قبل الإسلام،  وتقع في المملكة العربية السعودية، في الجنوب الغربي من العاصمة الرياض بمسافة 700 كم،  وتحديدا داخل حدود محافظة السليل بجهة الجنوب الغربي ويبعد عن مدينة السليل بحوالي 100 كم، وجنوب محافظة وادي الدواسر بنفس المسافة تقريبا، وبالتحديد في المنطقة التي يتداخل ويتقاطع فيها وادي الدواسر مع جبال طويق عند فوهة مجرى قناة تسمى «الفاو» والتي استمدت القرية اسمها الحديث منها تعريفاً وتمييزا لها عن باقي القرى المجاورة لها، وتشرف قرية الفاو على الحافة الشمالية الغربية للربع الخالي في السعودية، وتبعد قرابة 300 كم شمال نجران،  تُعد من أكبر وأشهر المواقع الأثرية في السعودية،  كانت تعرف في العصور الغابرة باسم «ذات كهل» نسبة للتمثال السبئي الشهير كهل، اتخذها ملوك كندة العربية عاصمة لملكهم منذ القرن الرابع قبل الميلاد وحتى القرن الرابع للميلاد قبل أن يغادروها ويتخذوا من شمال الجزيرة العربية مركزا لحكمهم.
لم تكن الممالك التي كانت في جنوب الجزيرة العربية على وفاقٍ مع بعضها، بل كانت تقوم بينهم حروب بشكل دائم، فتعرضت مملكة كندة إلى غزو من دولة حمير، وبعد سقوط مملكتهم نزح الكنديون من منطقتهم متوجهين إلى شمال الجزيرة العربية وسكنوا في مناطق حفر الباطن، ودومة الجندل، والقصيم، وبعد انهيار مملكة كندة توسع نفوذ المناذرة والغساسنة نحو جنوب الجزيرة العربية، مما أغضب مملكة حميرّ فعملت على إعادة تأسيس مملكة كندة الثانية لمواجهة خطر نفوذ المناذرة والغساسنة الذين كانوا يخدمون مصالح دولتي الروم والفرس.

## التاريخ

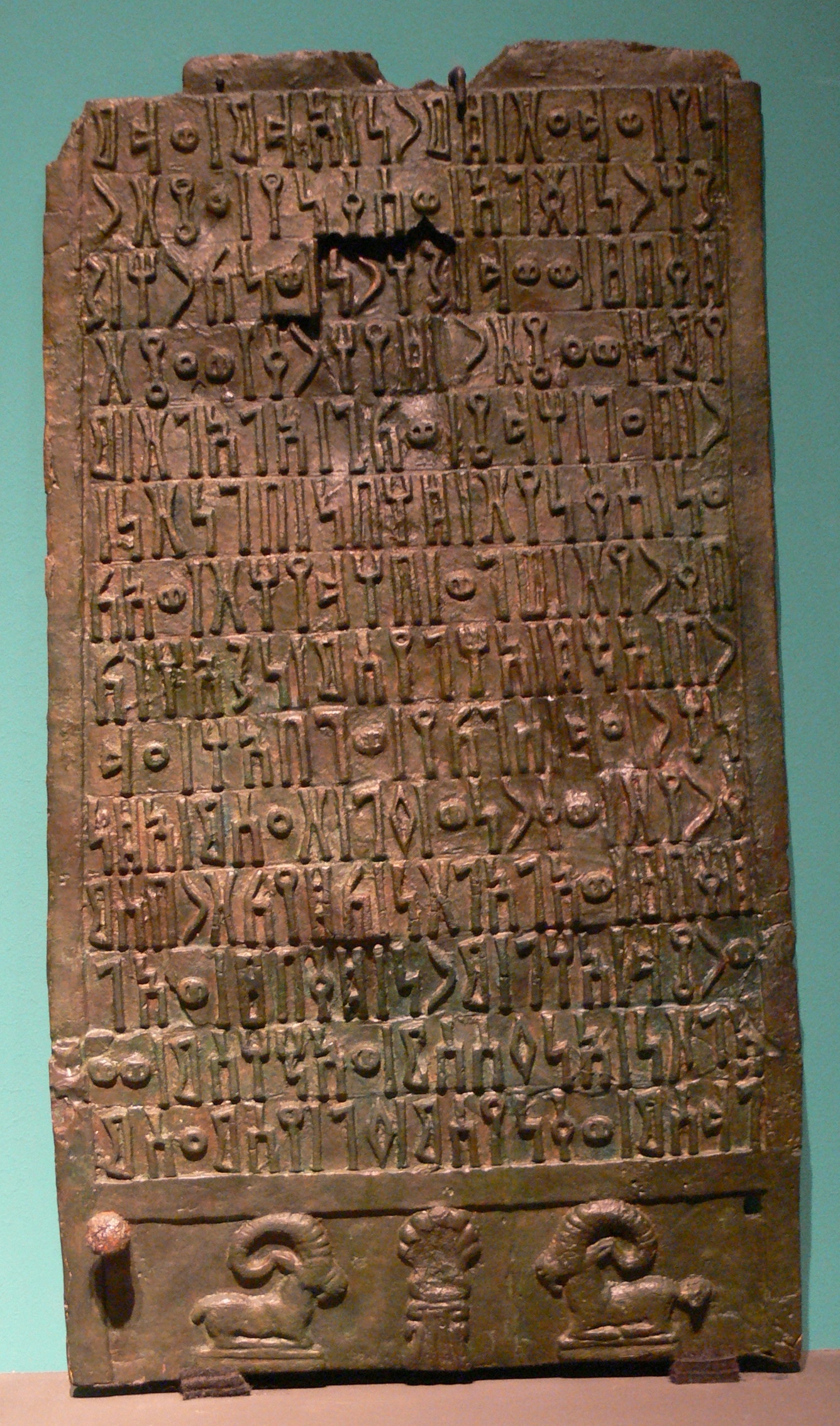
كتابة معينية أحد النقوش السبئيه عُثر عليها في قرية الفاو تعود للقرن الأول قبل الميلاد

معرفة الباحثين ضئيلة عن قرية كاهل  أو قرية الفاو وحسب التنقيبات الأثرية، فإن تاريخ القرية يعود إلى القرن الرابع ق.م  عرفت قرية الفاو باسم «قرية كاهل» وكاهل قحطن هو أكبر آلهة كندة ومذحج  أقدم النصوص اُكتشفت في مأرب في كتابة دونها ملك مملكة سبأ شاعر أوتر أواخر القرن الثاني ق.م أو بدايات الأول يشير فيها إلى معاركه لإخماد عدد من حركات التمرد شملت إحداها مكان أسماه «قرية ذات كاهل» وملكها «ربيعة آل ثور»  تشير نصوص المسند إلى كندة ومذحج بأعراب سبأ وغالبا ماكانت القبيلتان تذكران معاً  إذ اكتُشِفت نصوص سبئية في معبد برأن بمأرب (معبد البراء أو محرم بلقيس كما يسميه اليمنيون اليوم) تشير إلى قبائل سبأ بعبارة «سبأ وأشعبهمو» وتعني سبأ وقبائلهم وتعقب بقبائل حاشد وبكيل وغيرهم وغيرها بينما كندة ومذحج لم يكونوا من ضمن هؤلاء «الأشعب» بل كانت عبارة «سبأ وأعربهمو» وتعني سبأ وأعرابهم تسبق القبيلتان دائما  والبداوة عند اليمنيين القدماء ليست بالمعنى المعروف للبدوي فالبدو السبئيين كانوا يعيشون في منازل ثابتة ولم يعيشوا في خيام أو يتنقلوا من منطقة لأخرى بحثاً عن الكلأ وفي الغالب التصقت بهم صفة البداوة بسبب مواقعهم الجافة والصحراوية، لا بسبب التنقل وتبني نمط الحياة المعروف عن البدو في مناطق أخرى من شبه الجزيرة العربية.
أقام «آل ثور» مملكة مدينة في قرية الفاو وأسموها «قرية كاهل» (قريتم كهلن أو كهلم في نصوص المسند) تيمنًا بأكبر آلهتهم وكانوا جزءا من سياسة توسع سبئية لحماية القوافل الخارجة من اليمن نحو العراق وفارس كانت محطة تجارية لاستراحة القوافل فإلى جانب الكتابات السبئية و«شبه السبئية» والمعينية وهي كتابات مرتبطة باليمن، فنقوش قرية الفاو تحوي خصائص لغوية مثيرة لاهتمام اللغويين والمهتمين بتاريخ اللغة العربية
وكان أول اكتشاف واهتمام بآثار قرية الفاو في الأربعينات عندما أشار إليها بعض موظفي أرامكو في السعودية ومن ثم توالت عليها الزيارات وقام بزيارتها كل من جون فيلبي، وجاك ريكمانز، وكونزاك ريكمانز، وفيليب ليبنز، ومن ثم ألبرت جام موفداً من وكالة الآثار والمتاحف بوزارة المعارف، حيث قام بدراسة مجموعة من الكتابات الأثرية المنتشرة على سفح جبل طويق المطل على قرية الفاو من ناحية الشرق، ثم بدأت أعمال التنقيب في موقع القرية منذ عام 1972م.

## العمارة والفنون

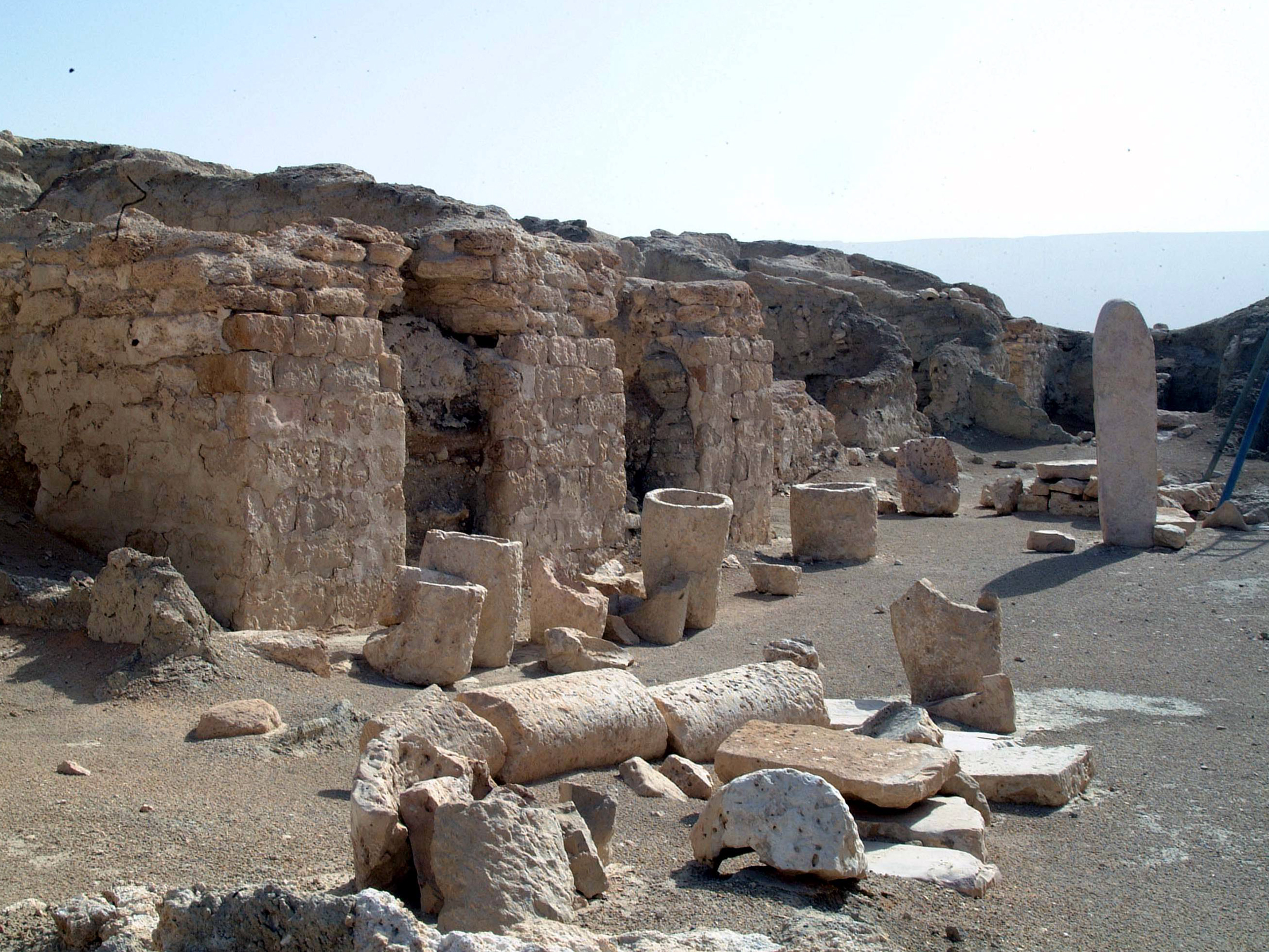
آثار العمارة قديماً في الفاو

تشرف قرية الفاو على الحافة الشمالية الغربية للربع الخالي فهي بذلك تقع على الطريق التجاري الذي يربط جنوب الجزيرة العربية وشمالها الشرقي حيث كانت تبدأ القوافل من مملكة سبأ ومعين وقتبان وحضرموت وحمير متجهة إلى نجران ومنها إلى قرية الفاو ومنها إلى الأفلاج فاليمامة ثم تتجه شرقا إلى الخليج وشمالاً إلى وادي الرافدين وبلاد الشام. تحدثنا قرية الفاو عن تلك الحضارة العريقة لمملكة كندة وامرئ القيس وكيف كانت بيوتهم وأسواقهم ومتاجرهم وملابسهم وأطعمتهم وآنيتهم ووسائل زينتهم ونظام أمنهم ودفاعهم عن حصونهم وأبراجهم وعن ثقافتهم وأنشطتهم الاقتصادية والاجتماعية التي تسجلها معابدهم القديمة، والتي تعود إلى ما قبل ميلاد المسيح عليه السلام بثلاثمئة عام أو يزيد.
كانت الفاو مدينة مزدهرة زمن الكنديين وقد أقاموا فيها القصور والأسواق والمعابد المبنية من الحجارة المنحوتة برقة وجمال فائق والتي لا تزال موجودة حتى الآن، ومن أبرز معالم المدينة ضريح الملك معاوية المبني على شكل هرم مدرج صغير، وأضرحة النبلاء وعلية القوم، والسوق التجاري والمعبد.

## الآثار والتحف

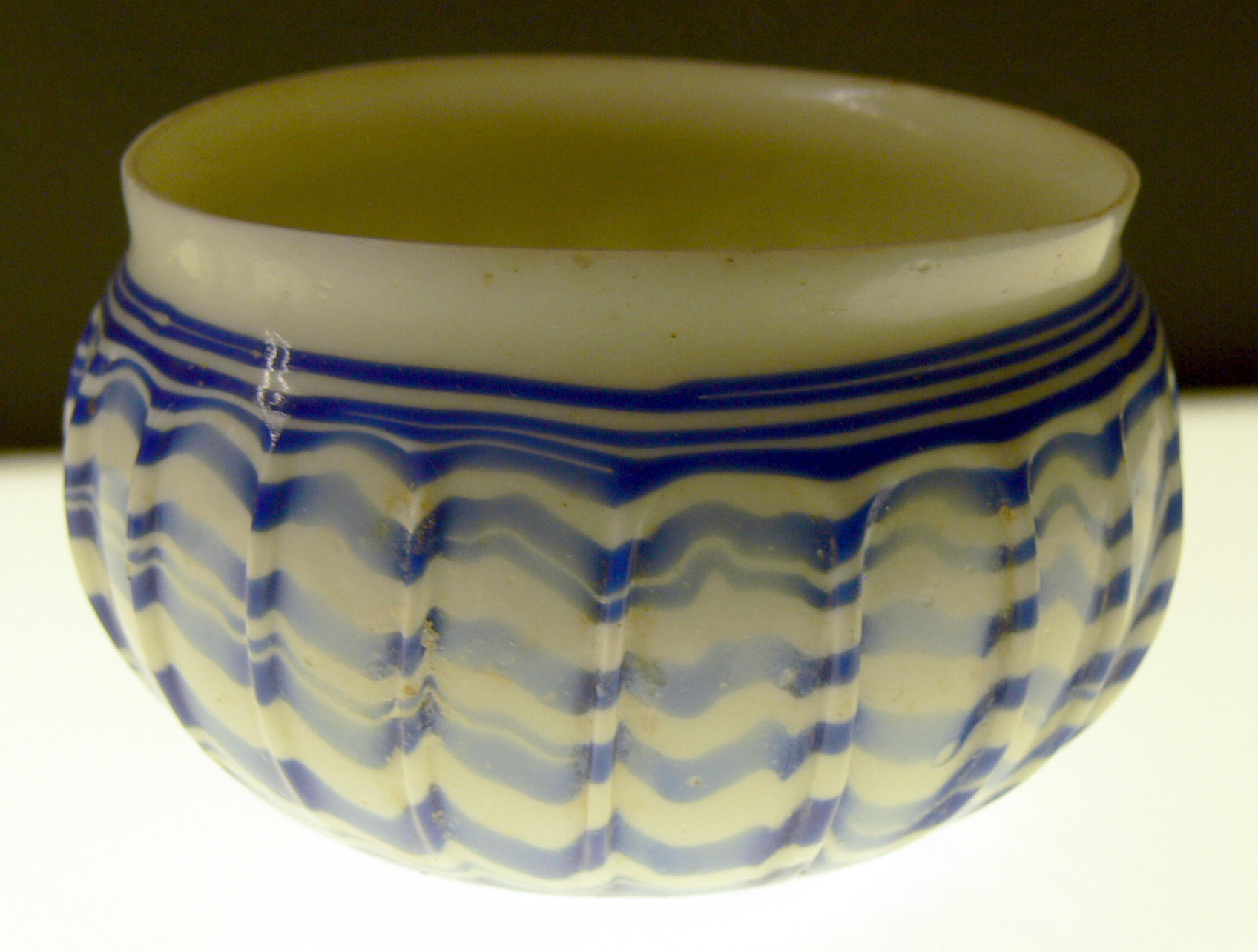
إناء زجاجي مجوف قديم يعود إلى القرن الأول قبل الميلاد وجد في قرية الفاو

وتمتاز «الفاو» بوجود كم وافر من الآثار والتحف والأبراج والميادين والأسواق التجارية، وعرف أهلها الزراعة حيث عثر في القرية على عدد كبير من آبار المياه، وتم إحصاء (17) بئراً ضخماً، كما أنها تقع على وادي يفيض بين مدة وأخرى، وحفروا الآبار الواسعة وشقوا القنوات وزرعوا النخيل والكروم وبعض أنواع اللبان والحبوب، كما استعملوا جذوع الأشجار والنخيل في تسقيف منازلهم، والأخشاب المحلية والمستوردة لأبوابهم ونوافذهم، واهتموا بالثروة الحيوانية ومنها الجمال والأبقار والماعز والضأن والغزلان والوعول.

مجموعة من الآثار المكتشفة في الموقع

وعرفت قرية «الفاو» فناً معمارياً متميزاً من حيث مواد البناء وهندسة العمارة وتبليط المباني وزخرفتها من الداخل والخارج وذلك فيما اكتشف من عمارة السوق والقصر والمنطقة السكنية بالقرية، واستعمل سكان قرية في البناء اللبن المربع والمستطيل، إضافة إلى استخدام الحجر المنقور والمصقول في الأسس وبناء المقابر، والجبس المخلوط بالرمل والرماد في تبليط الجدران الداخلية للمباني، ودعموا مبانيهم بالأبراج المربعة المستطيلة، ويدل الطراز المعماري على أنه يمثل طرازاً عربياً فريداً برزت فيه مراعاة الظروف البيئة واحتياجاتهم المختلفة.
ومن أبرز آثار قرية الفاو السوق الذي شيد بالقرب من الحافة الغربية للوادي الذي يفصل بين جبل طويق وبين حدود المدينة شرقي المنطقة السكنية، وهو سوق كبير يحيط به سور ضخم مكون من ثلاثة أجزاء متلاصقة، ويتكون السوق من ثلاثة أدوار وله سبعة أبراج، ويضم حوانيت وغرفاً ومستودعات.
وتعتبر المنطقة السكنية من أهم معالم قرية الفاو، حيث إنها تضم عناصر مهمة في حياة مجتمع «كندة»، وتمثل صورة مكملة لتصور المدينة قبل الإسلام، وتتميز عمارة القرية بوجود أزقة وشوارع بين المنازل ووحدات سكنية متميزة تتسع بعض غرفها حتى تصل إلى عشرة أمتار طولاً وثلاثة أمتار عرضاً، والدقة في استقامة المباني وضبط زواياها القائمة، واستخدام أعتاب من الحجر بعضها عليه نصوص مكتوبة بخط المسند، واستعمال الأخشاب للأبواب والأسقف، ووجود شبكات للمياه النظيفة تخرج من المنازل.

ومن معالم قرية الفاو «القصر» والذي عثر بداخله على رسوم فنية تمثل قيمة التطور الفني لهذه المدينة إذا ما قورنت بمثيلاتها في البلدان المتاخمة، بل إنها تفوقها من حيث الدقة والتناسق وقدرة الفنان الذي رسمها على التعبير عن تصوره الواضح.

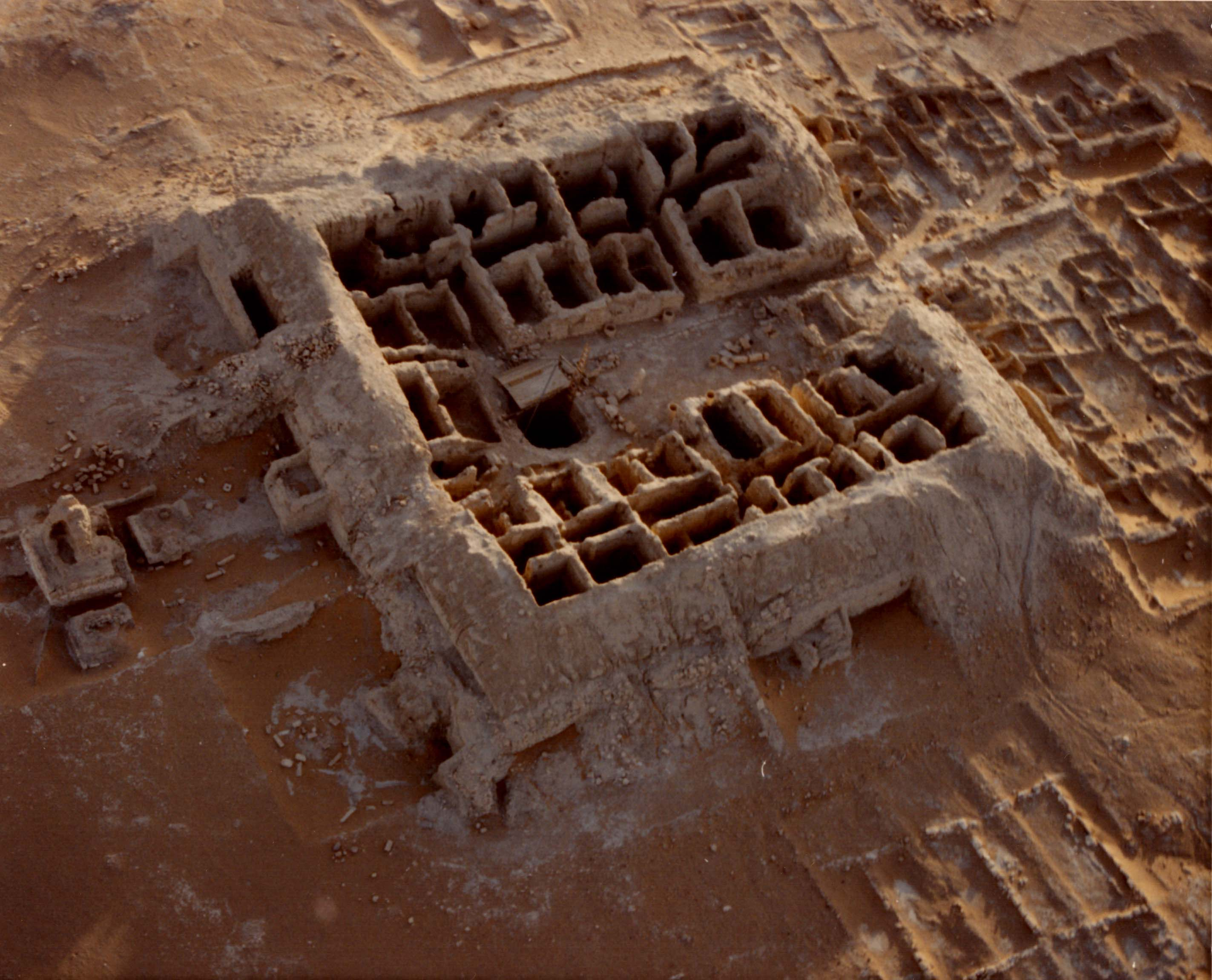
صورة جوية لبعض آثار الموقع

كما اهتم السكان بالكتابة، فهي موجودة على سفوح الجبال وفي السوق وعلى اللوحات الفنية وفي المدينة السكنية وعلى شواهد القبور والفخار والمواد الأثرية الأخرى، وقد عبر سكان القرية عن أفكارهم وخواطرهم بالخط المسند الجنوبي الذي أخذ في القرية شكلاً متميزاً، أما لغتهم فكانت مزيجاً بين لغة الشمال والجنوب، وكانت موضوعات الكتابة مختلفة فمنها الموضوعات التجارية بالإضافة إلى الموضوعات المتعلقة بالعلاقات الفردية.
وإضافة إلى ذلك تضم قرية الفاو عدداً كبيراً من الرسوم الفنية المختلفة، حيث اهتم الفنان العربي في شبه الجزيرة العربية برسم مشاهداته في الحياة اليومية على لوحات فنية تختلف في جودتها من مكان إلى آخر.
ومن الآثار المهمة التي عثر عليها في «الفاو» مجموعة من المجسمات الحجرية والمعدنية التي تمثل مزيجاً حضارياً يمتد منذ القرن الثاني قبل الميلاد بالنسبة للمنحوتات المرمرية.
وتضمنت المعثورات قطعاً منسوجة من الكتان وصوف الأغنام ووبر الجمال، وأواني معدنية مثل القدور والسكاكين والإبر وأغماد الخناجر والمفاتيح والأساور، علاوة على المسكوكات التي تعد من أهم معثورات القرية لأن معظمها قد ضرب فيها، ومعظم المسكوكات التي عثر عليها كانت من الفضة.
وعثر في القرية على كميات كبيرة من الفخار وبعضه عليه كتابات بالخط المسند، وهو إما فخار خشن أو رقيق أو مزجج، ويعد الفخار الذي عثر عليه علامة بارزة في تاريخ قرية الفاو.
كما عثر على مجموعة من القطع الأثرية منها سيدة الفاو وهو عبارة عن تمثال لرأس سيدة من البرونز، كما عثر على جدارية لأحد عظماء مملكة كندة يدعى "زكي" وتمثال هرقليس، وتمثال فتاة ثاج.

## التطور الاقتصادي لحضارة الفاو

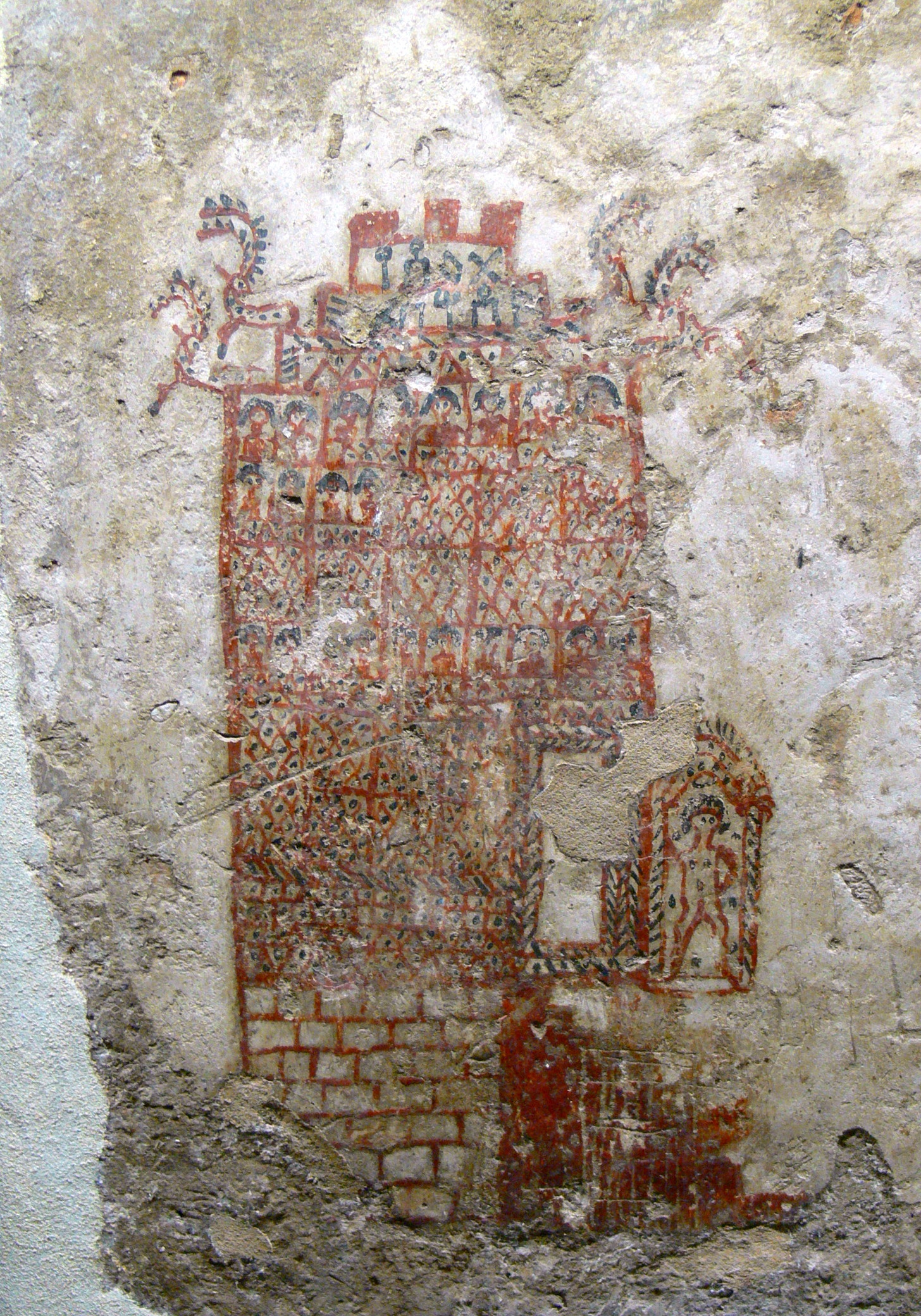
جزء من لوحة جدارية تصور برجاً في الفاو

تقع الفاو على الطريق التجاري القديم المعروف بطريق نجران -الجرهاء. وكانت الفاو مركزاً تجارياً مهماً وملتقى قوافل تحمل المعادن والحبوب والنسيج، وكانت عامرة بالمساكن والمخازن والحوانيت والفنادق، وبها أكثر من 17 بئراً، واشتغل أهلها بالتجارة والزراعة. ظلت مزدهرة أكثر من 600 سنة، من القرن الثالث قبل الميلاد حتى القرن الرابع بعد الميلاد، كمدينة للمزارعين ورعاة الماشية والأغنام والإبل، وباتت «محطة للتجار والمسافرين والحجاج من الممالك المختلفة في جزيرة العرب» حسبما قال عبد الرحمن الأنصاري، عالم الآثار الذي كان مسؤولاً عن أعمال التنقيب في الفاو من 1971 حتى 1995م، وكتب في الكتاب المصوّر الخاص عن قرية الفاو، قائلاً: بصفتها عاصمة مملكة كندة، كانت قرية الفاو «مركزاً دينياً واقتصادياً وسياسياً وثقافياً في قلب شبه الجزيرة». وأقيم السوق المركزي في قرية الفاو، التي يعني اسمها «قرية الفجوة»، باستخدام كتل من الحجر الجيري والطوب، وكان السوق من ثلاثة طوابق تحيط به سبعة أبراج للتخزين.
ثم أظهرت لاحقاً عدد من قوارير وزجاجات العطور المكتشفة في قرية الفاو مدى ما تتمتع به حضارات وسط الجزيرة العربية وفي مقدمتها حضارة الفاو من ثراء وتطور حضاري واقتصادي. حيث تتميز هذه القوارير المكتشفة إلى نهاية القرن الأول - بداية القرن الثاني بعد الميلاد، بدقة صناعتها وجمال أشكالها والمستوى المتقدم من الصناعة اليدوية على أيدي حرفيين متميزين.
ومن هذه القوارير قارورة بشكل تمرة جافة صنعت من زجاج منفوخ بقالب بارتفاع: 6.5سم؛ وقطر 3.5سم، وهي مخصصة، على غرار آنية العطور، لحفظ المراهم أو العطور، وخابية مصنوعة من الزجاج المنفوخ بارتفاع: 4.6سم؛، قطر 3.8سم تحتفظ إلا بإحدى عروتيها الأنيقتين الصغيرتين المزينتين بضلوع من الزجاج الأزرق الغامق، وقارورة صغيرة كروية البطن من الزجاج المنفوخ يبلغ ارتفاعها: 5 سم؛ بقطر: 4.5سم، تحمل زخرفا مرمريا على شكل إكليل زهر، وآنية لحفظ العطور من الزجاج المنفوخ بارتفاع القارورة 12.2 سم؛, قطرها 5.9 سم كان عنقها الطويل يتيح سكبها قطرة قطرة.
وهذه القوارير شهدت انتشارا واسعا في كل أنحاء الشرق الأوسط، وعثر على نماذج منها في بلدان المشرق، في بلاد ما بين النهرين وساحل الخليج العربي، البحرين على سبيل المثال.

## الممالك والملوك القدامى في قرية الفاو
على مدار تأريخ القرية قامت العديد من التحالفات القبلية لتشكل مجموعة من الممالك الهامة، وهذه قائمة بأسماء أشخاص ذكروا في النقوش المسندية والمصادر العربية كملوك لِكندة أو قرية الفاو إبتداءً من القرن الثاني قبل الميلاد:
| الملك                  | فترة الحكم    | اللقب                 | المصدر التأريخي         |
| ---------------------- | ------------- | --------------------- | ----------------------- |
| وهب ذو سماوي           | القرن 2-1 ق.م | ملك ذاكر وأمير ومهأمر | نقش من القرية           |
| معاوية بن ربيعة        | القرن 2 م     | ملك قحطان ومذحج       | نقش من القرية           |
| ربيعة بن معاوية آل ثور | 220 م         | ملك كندة وقحطان       | نقش DAI Barʾān 2000-1   |
| مالك بن بدى أو بد      | 230 - 240 م   | ملك كندة ومذحج        | نقش CIAS 39.11/o 2 n° 8 |
| مالك بن معاوية         | 287 - 312 م   | ملك كندة ومذحج        | نقش MB 2006 I-54        |
| حجر بن عمرو            | القرن 5 م     | ملك كندة              | نقش Ph-Ry-Li            |
| عمرو بن حجر            | القرن 5 م     | -                     | المصادر العربية         |
| الحارث بن عمرو         | القرن 6 م     | -                     | المصادر العربية         |
| امرؤ القيس بن حجر      | القرن 6 م     | -                     | المصادر العربية         |

## المسوحات الأثرية
بدأت الأعمال الميدانية في موقع الفاو بجهود جامعة الملك سعود في سبعينات القرن الحادي والعشرين، بقيادة عالم الآثار السعودي الدكتور عبد الرحمن الأنصاري، حيث استمرت لأكثر من أربعين عاماً، كشف خلالها عن العديد من الجوانب الثقافية للموقع أبرزها؛ المنطقة السكنية، منطقة السوق، المعابد، والمقابر، ونشرت النتائج في سبع مجلدات تحتوي على نتائج هذه الأعمال الأثرية. وعملت أيضًا الهيئة العامة للسياحة والتراث الوطني حينها على تسجيل قرية الفاو في قائمة التراث العالمي، وقد وقعت مذكرة تعاون عام 2013 مع جامعة الملك سعود لتوسعة الموقع بحيث تصل مساحته إلى نحو 16 كم مربع، والعمل على تطويره وتأهيله بالكامل ليصبح مزارًا تاريخيًا وأحد المعالم السياحية.

### اكتشافات هيئة التراث
في 26 يوليو 2022، أعلنت هيئة التراث عن المزيد من الاكتشافات بعد أن جرت مسحاً أثرياً باستخدام أحدث ما وصلت إليه تقنيات المسح الأثري، التي شملت: المسح بالتصوير الفوتوغرافي الجوي عالي الجودة، والمسح بواسطة الطائرات من دون طيار باستخدام نقاط تحكم أرضية، والمسح الطبوغرافي، والمسح باكتشاف الضوء وتحديد المدى - الاستشعار من بعد لفحص سطح الأرض -، والرادار المخترق الأرضي، والمسح بالليزر، والمسح الجيوفيزيائي. إضافة إلى أعمال المسح الأرضي المكثف بواسطة خبراء الآثار، ثم عمل مجسات أثرية اختبارية موزعة في الموقع.

#### الشعائر الدينية
نتج عن المسح العديد من المكتشفات الأثرية أهمها؛ الكشف عن منطقة لمزاولة شعائر العبادة لسكان الفاو في الواجهة الصخرية لأطراف جبال طويق المعروفة باسم «خشم قرية» إلى الشرق الموقع، حيث عُثر على بقايا معبد بُني من الحجارة، وعُثر فيه على بقايا مائدة لتقديم القرابين، كما عُثر على العديد من النقوش التعبدية المنتشرة في المكان، ويضيف هذا الاكتشاف المزيد من المعلومات عن التنظيمات الدينية لمدينة الفاو الأثرية. واكتشفت أيضًا بقايا مستوطنات بشرية تعود للعصر الحجري الحديث، وتوثيق وتصنيف أكثر من 2807 مقابر منتشرة في الموقع، صنفت إلى ست مجموعات تمثّل فترات زمنية مختلفة.

#### العلاقة مع مدينة الجرهاء
من أهم النتائج الكشف عن نقش تعبدي مقدم للإله كهل في معبد جبل لحق من قِبل شخص اسمه: وهـ ب ل ت (وهب الات) من عائلة م ل ح ت (ملحة) الجرهائيين (أي من مدينة الجرهاء)، وتكمن أهمية النقش في أنه أيضاً ذكر اسم شخص وعائلة من مدينة الجرهاء، وأنه مقدم للإله كهل إله مدينة الفاو في معبد جبل لحق، المكان الذي عثر فيه على النقش (في جبل طويق) أي أنه أيضاً يشير للاسم القديم للمكان الذي بُني به المعبد. ويشير هذا النقش للعلاقة بين مدينة الفاو ومدينة الجرهاء، التي من المتوقع أن تكون تجارية بحكم موقع مدينة الفاو على طرق التجارة القديمة، كما يدل أيضاً على وجود تسامح ديني بين سكان المدينتين، أو أن بعض سكان مدينة الجرهاء كانوا أيضاً يعبدون الإله كهل إله قرية الفاو.

##### أنظمة الري والزراعة
أيضًا أعلنت الهيئة عن معلوماتٍ أكثر عن التوزيع الجغرافي لمعابد مدينة الفاو الأثرية، بالإضافة إلى العثور على أساسات أربعة مبانٍ ضخمة مزود بعضها بأبراج في أركانها بمحاذاة حافة جبال طويق، وتشير عمارة وتقسيمات المباني الداخلية وساحاتها المكشوفة بين المباني الداخلية إلى استخدامها كاستراحات للقوافل التجارية. ونتج عن المسح أيضًا معلومات ساهمت في التعرّف أكثر على نظام الري الذي يحتوي مئات الخزانات الأرضية التي حفرها إنسان الفاو لتخزين مياه السيول في مجرى الوادي بجوار المناطق التي استخدمت للزراعة، ولعل هذا يبرر كيف استطاع إنسان الفاو التغلب على الظروف المناخية الجافة وقليلة الأمطار في واحدة من أشد البيئات الصحراوية قساوة في العالم. ونتج عن الأعمال المسحية المركزة، وصور الاستشعار عن بعد، الكشف عن عدد من المساحات الزراعية التي يعتقد أنها كانت حقولاً زراعية استخدمت لزراعة عدد من المحاصيل التي تسهم في تأمين حياة سكان المدينة، إلى جانب الكشف عن مجموعة من الرسومات والكتابات الصخرية التي نحتت على الواجهة الصخرية لحافة جبل طويق (جبل خشم قرية)، حيث تروي الرسومات الصخرية العديد من المشاهد اليومية للصيد والترحال والقتال، وهي قصة رجل اسمه مَذكَر بن منعم حاول أن يخلق من الجبل مكاناً لينشر فيه قصته عبر النحت على الصخور.

## التسجيل في اليونسكو
في 27 يوليو 2024، نجحت المملكة العربية السعودية في تسجيل "المنظر الثقافي لمنطقة الفاو الأثرية" بمنطقة الرياض، في قائمة التراث العالمي لمنظمة الأمم المتحدة للتربية والعلم والثقافة "اليونسكو" بوصفه موقعاً ثقافياً يمتلك قيمة عالمية استثنائية للتراث الإنساني.

## معرض الصور

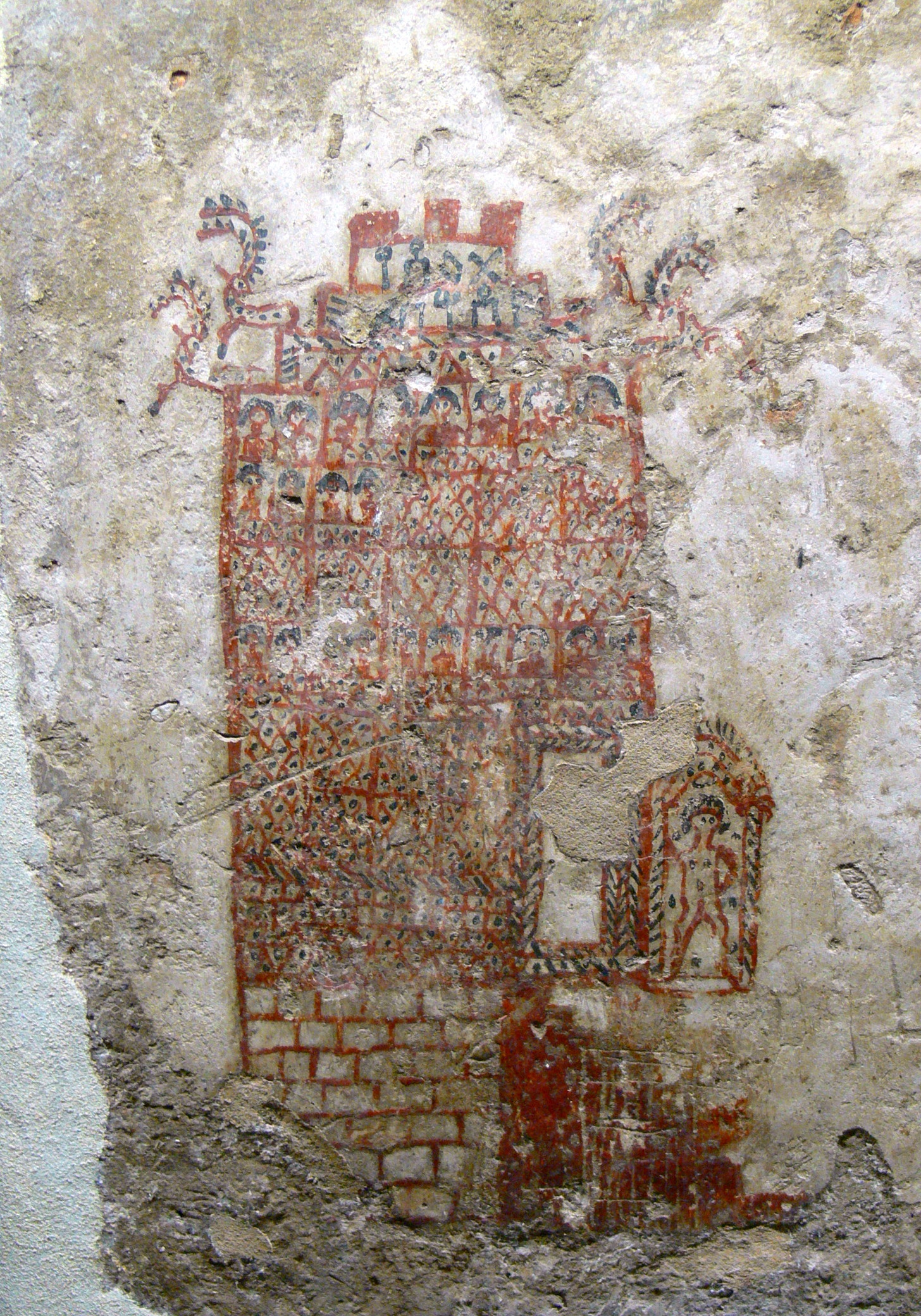
لوحة جدارية لمبنى
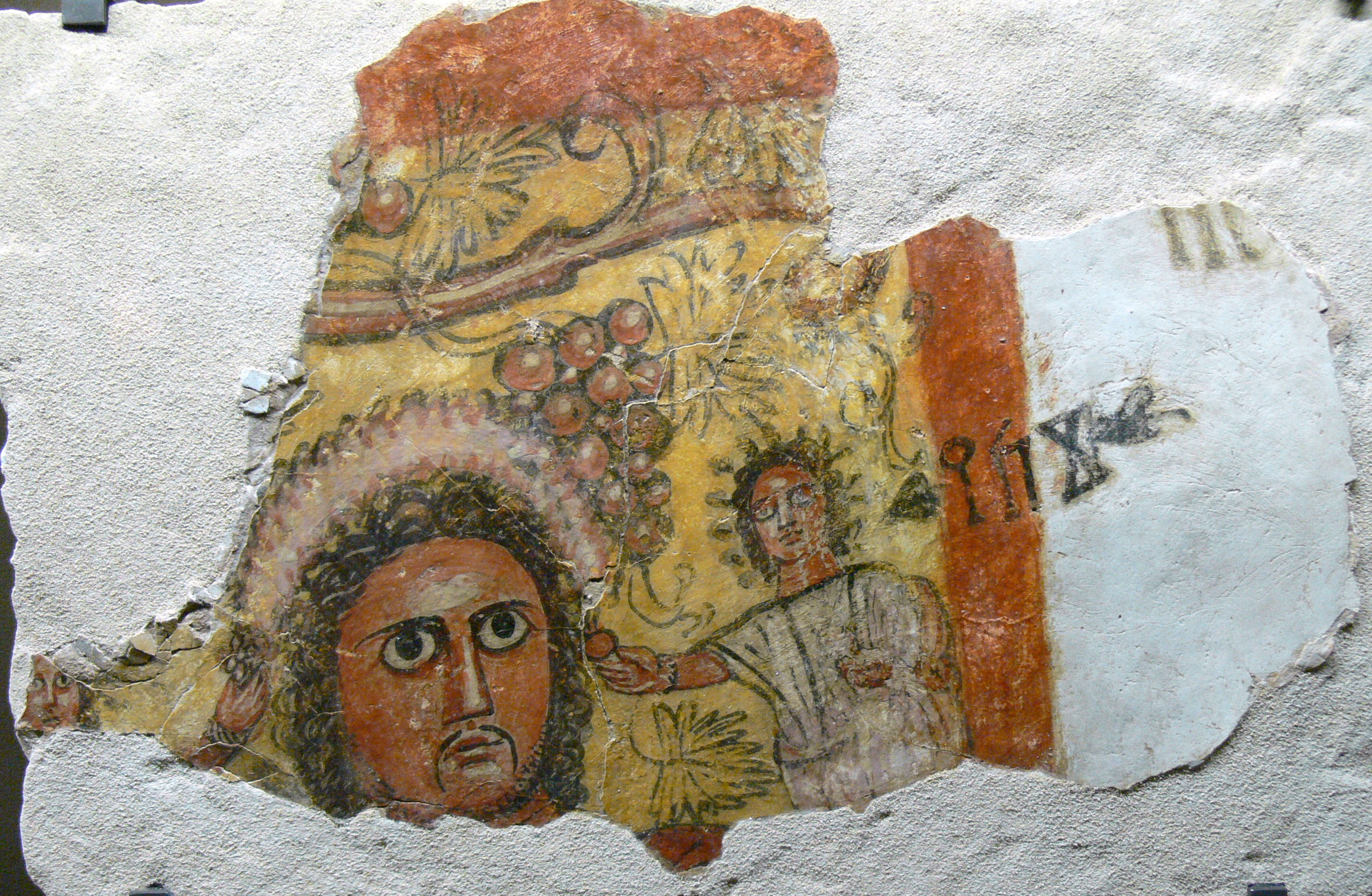
لوحة جدارية تظهر رجلاً محاطاً بفتاتين بعناقيد من عنب في قرية الفاو والرجل في الصورة يدعى "زكي" تعود للقرن الأول/الثاني للميلاد وليس من الواضح ماهو مركز "زكي" على وجه الدقة
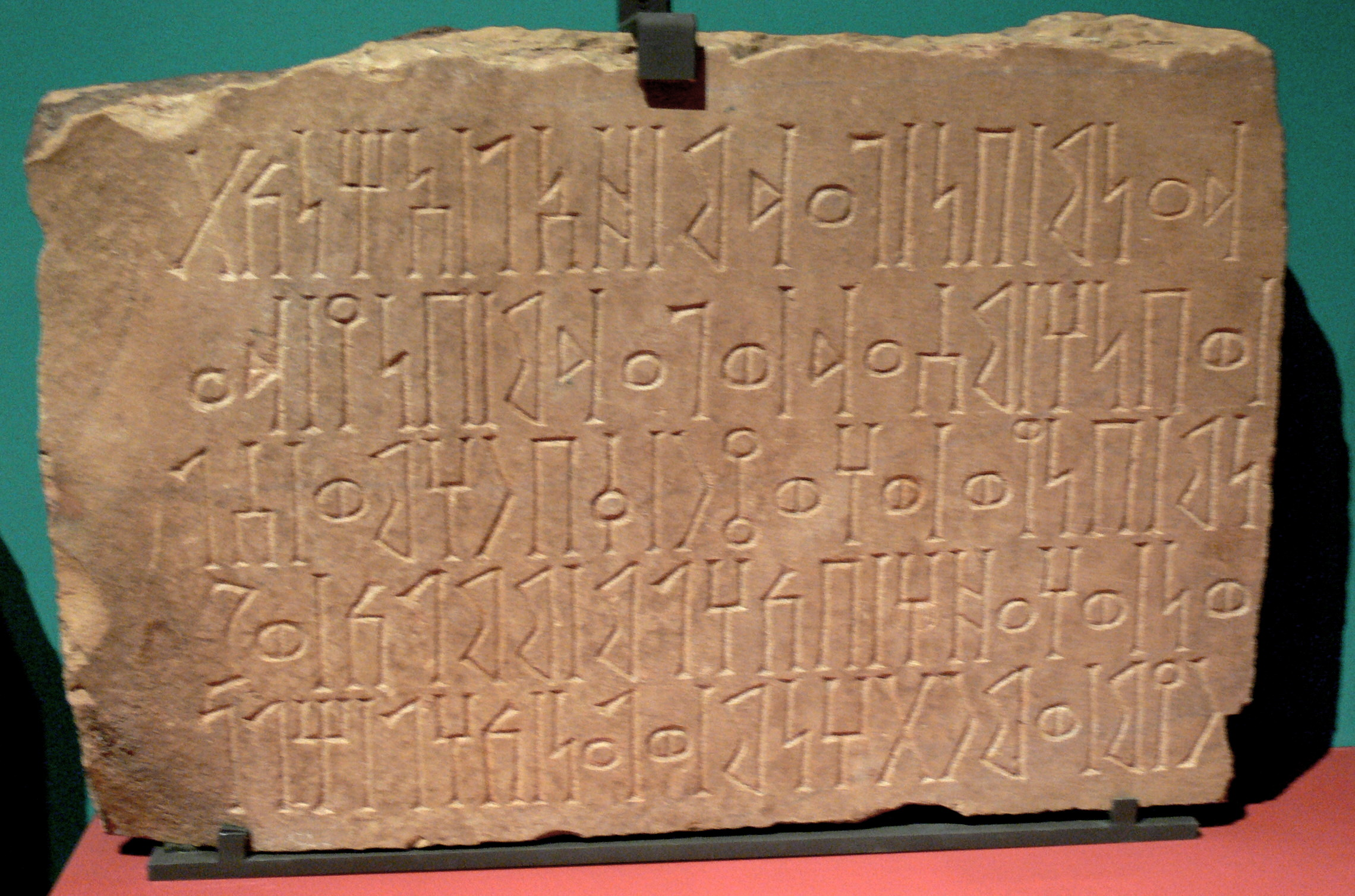
كتابة "شبه سبئية" عُثر عليها في قرية الفاو
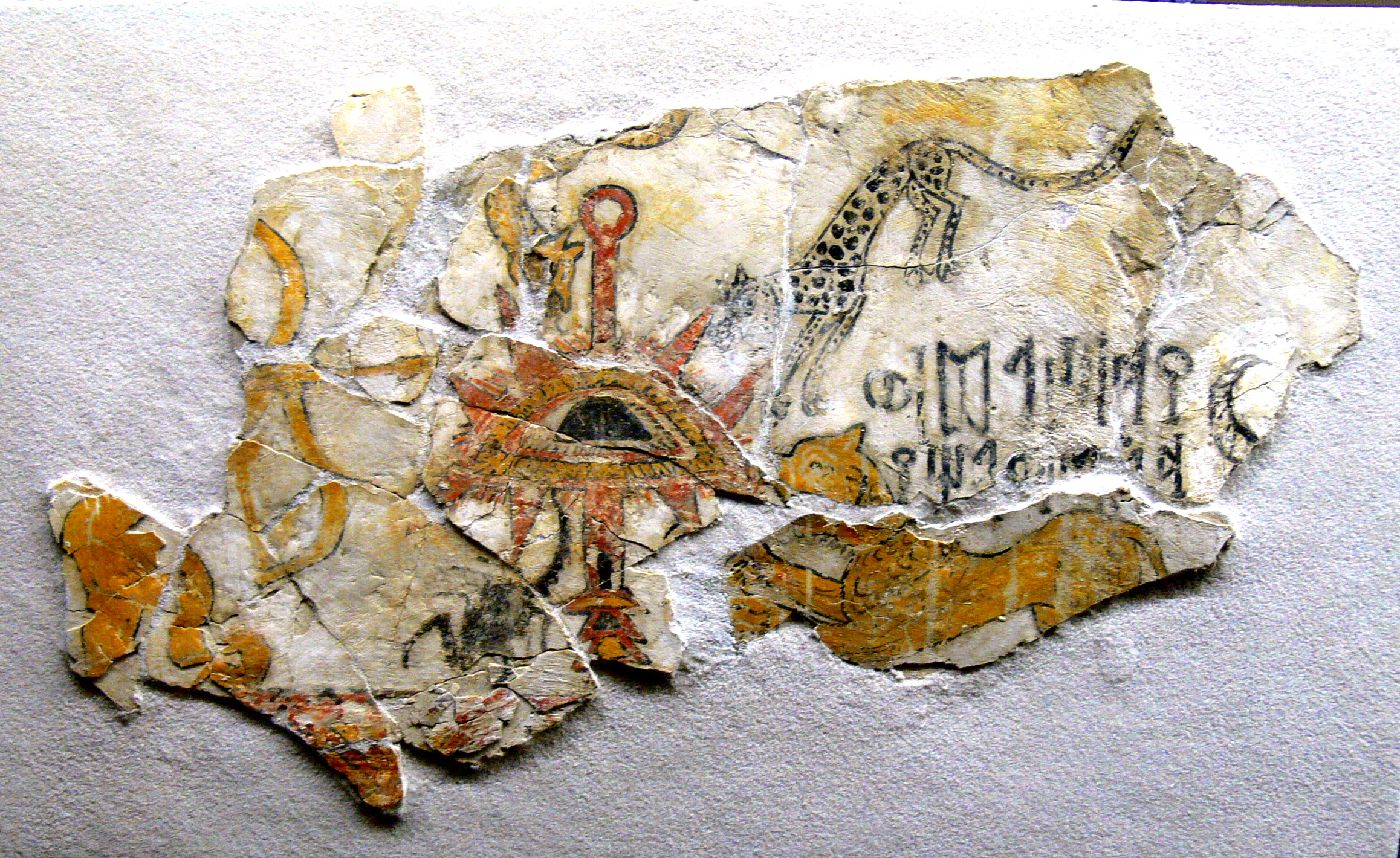
رسم بالألوان الأسود والأحمر والأصفر على جص أبيض
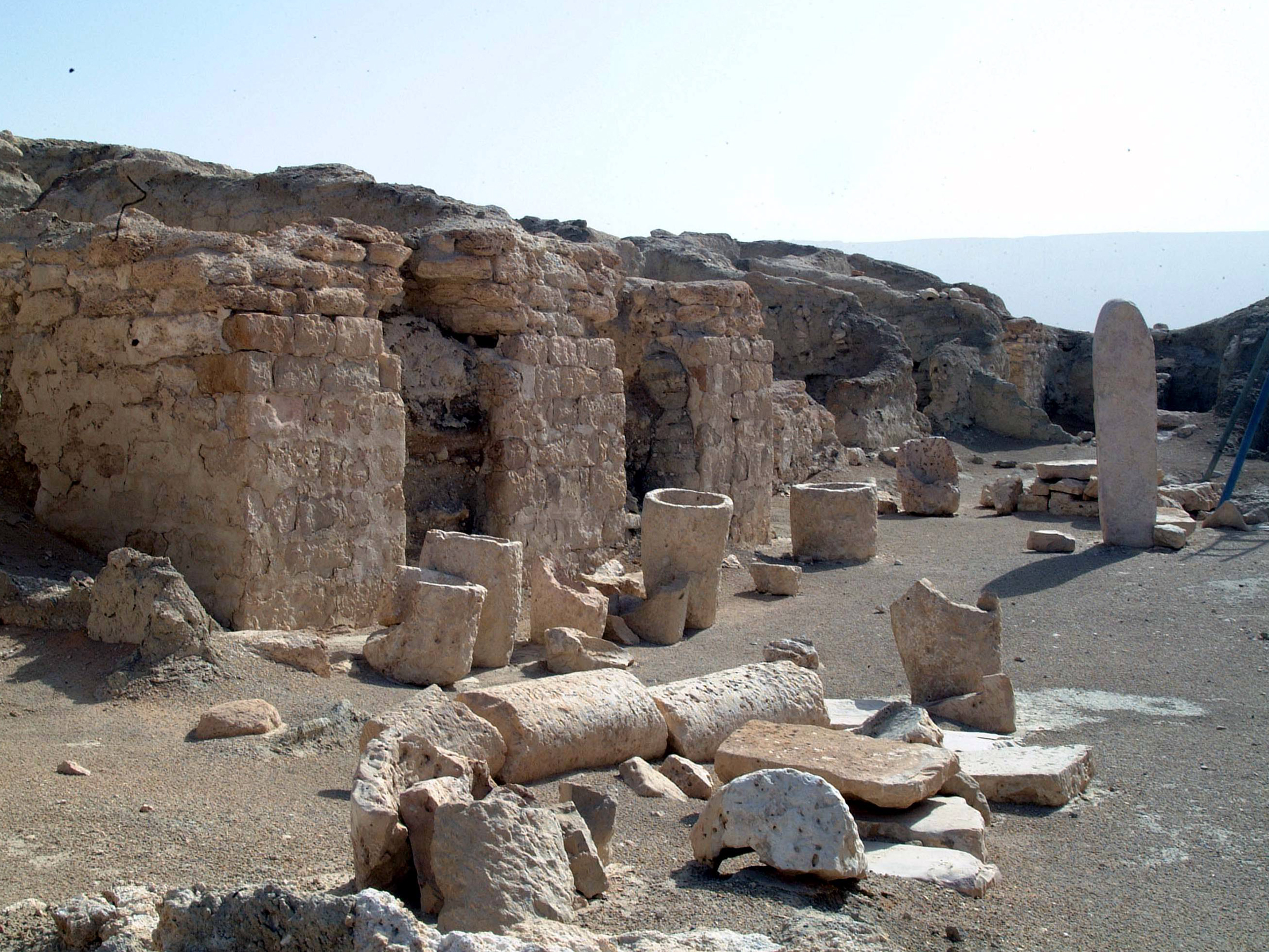
آثار من موقع الفاو
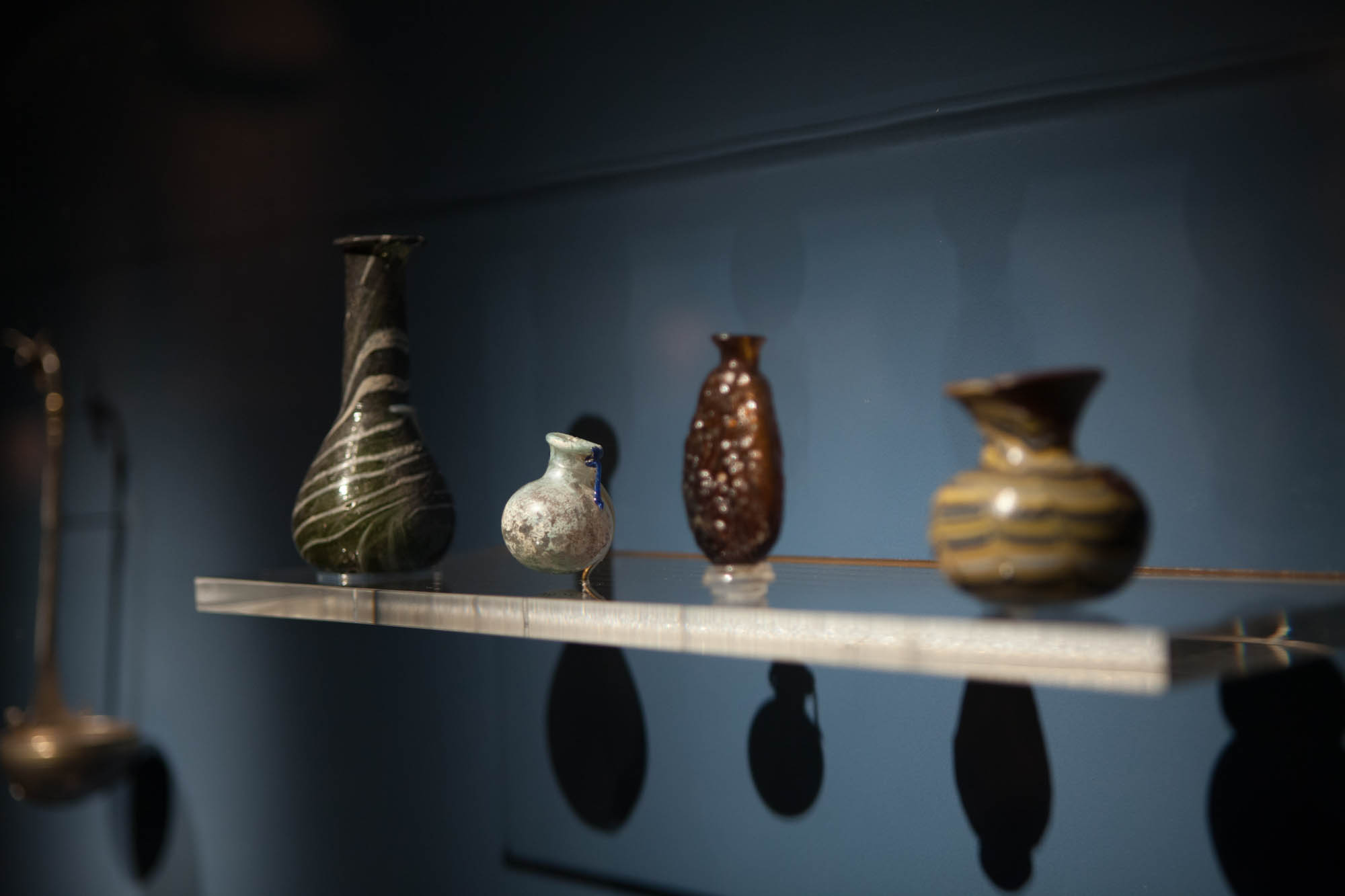
قوارير العطور الزجاجية تظهر ثراء حضارة الفاو
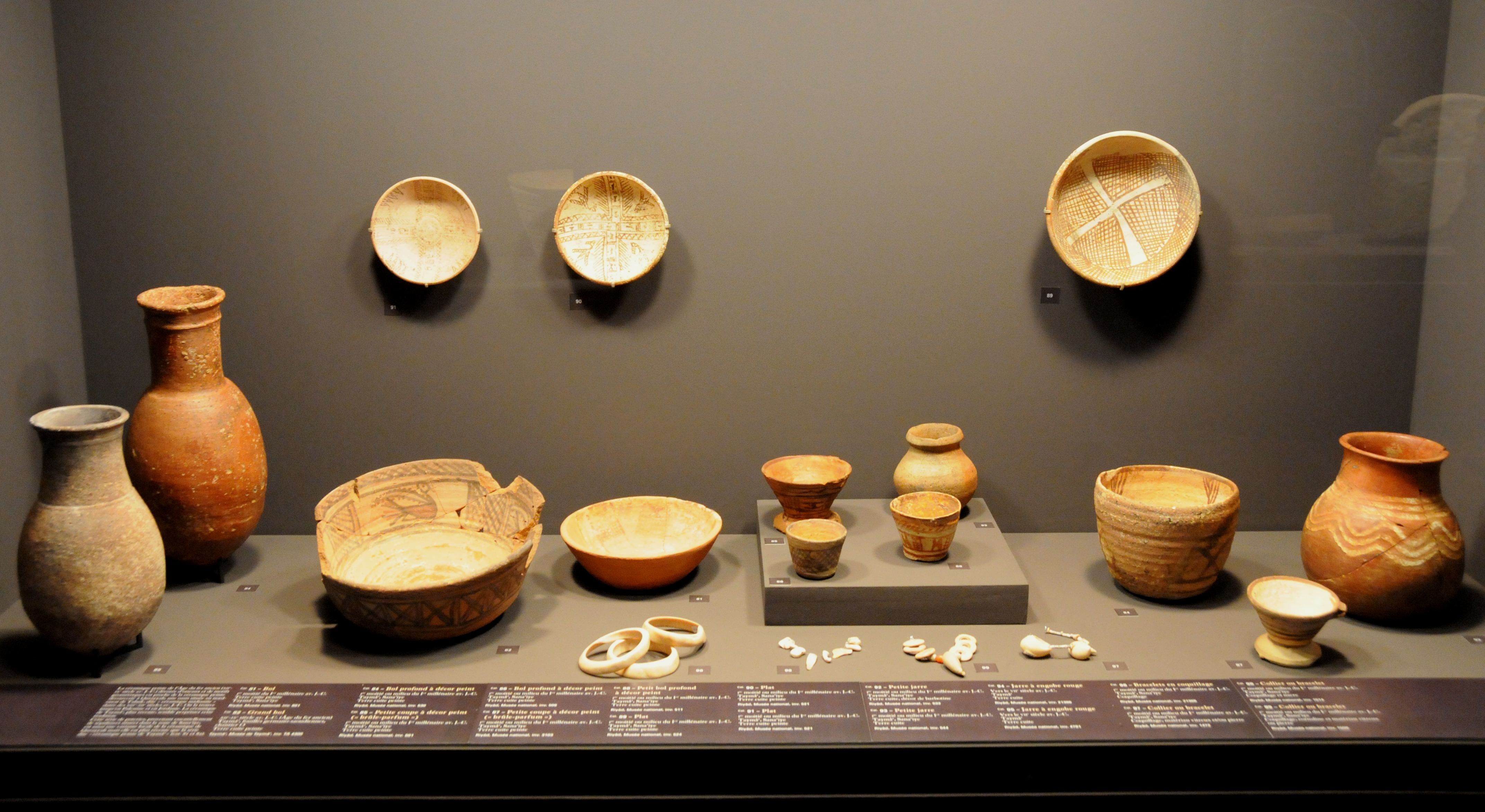
أواني فخارية
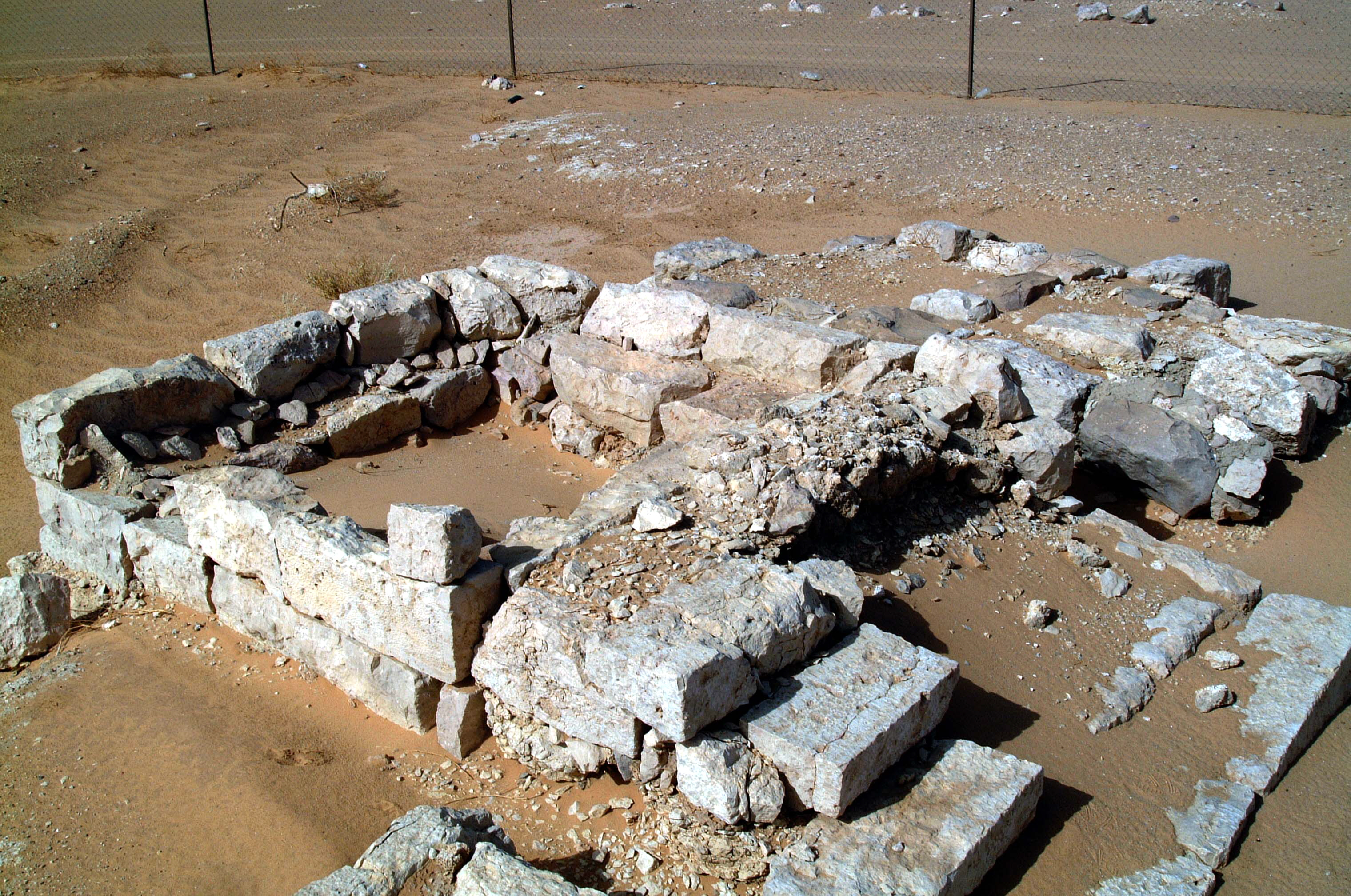
من آثار القرية
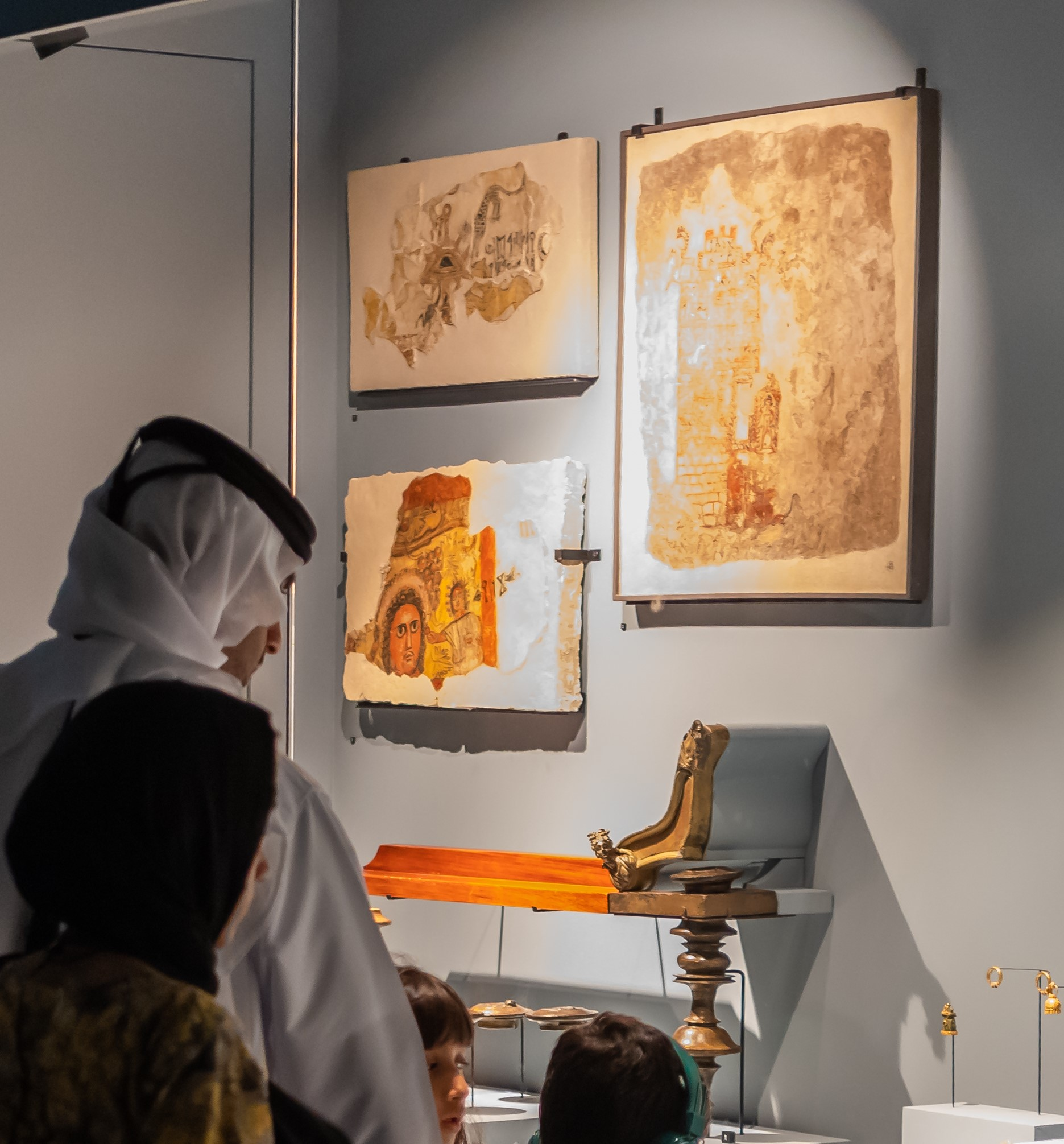
اللوحات الجدارية من حضارة الفاو تستوقف الزوار